# دوردي سوسنيار
دوردي سوسنيار هو لاعب كرة قدم صربي في مركز الهجوم، ولد في 18 فبراير 1992 في Ruma ‏ في صربيا. شارك مع منتخب صربيا تحت 17 سنة لكرة القدم ومنتخب الجبل الأسود تحت 21 سنة لكرة القدم. أما مع النوادي، فقد لعب مع نادي ريغا ونادي سوتيسكا نيكشيتش ونادي فويفودينا ونادي كياسو ونادي لوغانو ونادي ياغودينا.

## وصلات خارجية
- دوردي سوسنيار على موقع الاتحاد الأوربي (الإنجليزية)
- دوردي سوسنيار على موقع قاعدة بيانات كرة القدم.إي يو (الإنجليزية)
- دوردي سوسنيار على موقع Soccerway.com (الإنجليزية)
- دوردي سوسنيار على موقع عالم كرة القدم.نت (الإنجليزية)